# Col·legi Major Universitari Ramon Llull
El Col·legi Major Universitari Ramon Llull, anteriorment Residència d'Estudiants de Catalunya i Residència d'Estudiants Ramon Llull, fou un col·legi major públic i mixt de la Universitat de Barcelona, amb seu al recinte de l'Escola Industrial, al carrer Comte d'Urgell, 187 de Barcelona. Constava de 260 places.
Fou creat el 1989 a partir de la Residència d'Estudiants Ramon Llull, de la Diputació de Barcelona, successora de la Residència d'Estudiants de Catalunya, inaugurada el 1921 i traslladada al recinte de l'Escola Industrial el 1929.
Va tancar les portes el juny del 2022, després de diversos intents per part de la Universitat de Barcelona i de l'oposició dels residents. Actualment l'edifici roman sense un ús definit. Es preveu habilitar-lo com a residència d'investigadors en un futur, en el marc del projecte de reforma del recinte La Industrial+.

## Història
La Residència d'Estudiants de Catalunya comença a ser pensada el 1918, al Congrés Universitari Català. En aquest mateix congrés s'estableix que el model a seguir serà el de la Residencia de Estudiantes de Madrid i es designa una junta permanent per fer realitat la casa dels estudiants. Miquel Ferrà, el primer director de la casa i August Pi i Sunyer entre d'altres, integraren aquesta junta. Gràcies a la seva empenta la Residència d'Estudiants de Catalunya es va inaugurar el 20 de desembre de 1921 en un xalet de Ríos Rosas, al barri de Sant Gervasi.
Aviat va quedar petit l'edifici de Ríos Rosas i van començar les gestions per aconseguir-ne un de més gran. El 1927 començaren les obres en un dels edificis del recinte de la Universitat Industrial, que llavors era Escola d'Agricultura. Es va encarregar Rubió i Bellver de la construcció del menjador i de la capella, instal·lacions imprescindibles perquè l'edifici pogués esdevenir casa dels estudiants. El 15 de maig de 1929, sota la dictadura de Primo de Rivera, es va inaugurar com a Residencia del Real Politécnico Hispanoamericano, nom efímer que en caure el règim de Primo de Rivera va deixar pas al nom de Residència d'Estudiants de Catalunya, la Residència de la Generalitat. Fou dirigida també per Miquel Ferrà amb el suport imprescindible d'Antoni Maria Sbert, líder estudiantil, polític i organitzador d'empenta, qui n'esdevingué el director quan, a conseqüència de la guerra civil, Ferrà quedà aïllat a Mallorca.
Va ser la dècada dels trenta quan la Residència va desenvolupar una activitat cultural més intensa: Joaquim Xirau, Pompeu Fabra, Carles Riba, Pierre Vilar, Salvador Espriu i Bartomeu Rosselló-Pòrcel foren personalitats estretament vinculades a l'entitat. Aquest últim va ser el principal impulsor de les Edicions de la Residència d'Estudiants, col·lecció de poesia que portà a la llum el 1937 Primer desenllaç, de Joan Vinyoli, i L'aventura fràgil, de Joan Teixidor, i el 1938 les Versions de l'anglès, de Marià Manent. La Imitació del foc de Rosselló-Pòrcel va publicar-s'hi pòstumament amb pròleg de Salvador Espriu.
Cal remarcar que durant la República l'edifici de la Residència va allotjar institucions cabdals per a la cultura i l'ensenyament de l'època com ara l'Escola Normal, ambiciós projecte de formació de mestres encetat per la Generalitat, que morí amb ella al final de la guerra. I lligat a l'Escola Normal, el Grup Escolar Annex, on els normalistes feien les seves pràctiques, i l'Escola d'estiu, precursora avant la lettre dels actuals cursos de reciclatge per a professors i mestres. L'Institut d'Acció Social Universitària i Escolar de Catalunya (IASUEC), instal·là també el seu centre d'operacions a l'edifici i sota el control d'Antoni Maria Sbert, qui després seria Conseller de Cultura de l'última etapa del govern Companys, exercí el control, no tan sols de la Residència –la qual es considerava part d'un projecte global– sinó també dels principals aspectes de l'educació a Catalunya fins al final de la República.
Amb l'entrada de les tropes franquistes a Barcelona el gener de 1939 s'acabà el bell projecte; malgrat tot, l'octubre d'aquell mateix any la Residència tornà a obrir les portes als estudiants; fins i tot la dictadura l'entengué com a lloc de formació i com a institució necessària.
Així va continuar tot, sota la gestió de la Diputació de Barcelona. L'any 1989 la Consellera d'Educació de la Generalitat de Catalunya va fer-hi una visita i va dir que la gestió del centre no era l'adequada i que era deficitària. Arran d'això es va decidir que es tancaria. Però els col·legials de l'època es van mobilitzar i ho van impedir. La Diputació no se’n volia fer càrrec, i va ser llavors que va canviar el gestor i va passar a mans de la Universitat de Barcelona, la qual va posar al capdavant el mateix equip directiu que hi havia al col·legi major Montserrat-Penyafort. És en aquell moment que la Residència d'Estudiants esdevé el Col·legi Major Universitari Ramon Llull.